# Scott Caldwell
Scott Caldwell (Weymouth, 15 maart 1991) is een Amerikaans voetballer die bij voorkeur als verdedigende middenvelder speelt. In 2013 debuteerde hij in het shirt van New England Revolution.

## Clubcarrière
Op 21 december 2012 tekende Caldwell een 'Homegrown' contract bij New England Revolution. Zijn professionele debuut voor de club maakte hij op 16 maart 2013 tegen Philadelphia Union. In zijn eerste seizoen bij de club speelde hij in negenentwintig competitiewedstrijden, waarvan drieëntwintig in de basis, en schreef hij twee assists op zijn naam.